# Arsinoe III
Arsinoe III – córka Ptolemeusza III Euergetesa i Bereniki II, siostra i żona Ptolemeusza IV Filopatora, matka Ptolemeusza V Epifanesa.
Wykształcona i o silnym charakterze, towarzyszyła mężowi podczas bitwy pod Rafią w trakcie IV wojny syryjskiej. W 216 kult ich obojga jako boskiej pary królewskiej (Theoi Filopatores) włączono organizacyjnie do wcześniej wprowadzonego kultu Aleksandra Wielkiego, osobiście jednak zmuszona była zwalczać wpływy królewskiej kochanki Agatoklei. 
Natychmiast po śmierci męża została zamordowana w wyniku spisku dworzan Sosibiosa i Agatoklesa, którzy pragnąc przejąć opiekę nad małoletnim Ptolemeuszem V, nie zamierzali dopuścić do sprawowania przez nią regencji (zapewne przewidzianej przez męża).